# SS Rosecrans
El Methven Castle fue un carguero de pasajeros de hierro y vapor construido en 1882-1883 por Barclay, Curle & Company de Glasgow para Donald Currie & Co. con la intención de servir como carguero de mercancías, carguero de pasajeros y cartero en su ruta existente de Inglaterra a Sudáfrica. Posteriormente, el buque fue vendido a la North American Mail Steamship Co. de Tacoma para trabajar en sus rutas comerciales orientales y rebautizado como Columbia. 
En 1899 el buque fue fletado por el Ejército de los Estados Unidos para transportar tropas y suministros a diversos destinos en ultramar. En 1900 el Ejército compró el buque y lo puso en servicio como United States Army Transport Rosecrans, pero lo vendió dos años más tarde a Matson Navigation Company. El buque se convirtió entonces en petrolero para transportar petróleo desde la Costa Oeste de los Estados Unidos hasta Alaska y Hawai. Posteriormente, en 1905, fue vendido a Associated Oil Co. para transportar petróleo desde California a varios puertos del noroeste del Pacífico y Hawai. En enero de 1913, mientras realizaba uno de sus viajes regulares, el buque naufragó frente a la desembocadura del río Columbia con la pérdida de casi toda su tripulación.

## Hundimiento
Rosecrans partió en su tercer viaje posterior a la reconstrucción desde Monterey el 3 de enero de 1913 con 23.000 barriles de petróleo con destino a Portland. El petrolero todavía estaba bajo el mando del capitán Lucien F. Johnson y tenía una tripulación de 36 personas. El viaje transcurrió prácticamente sin incidentes hasta que el petrolero llegó a la vista del río Columbia en la madrugada del 7 de enero. El clima era tormentoso y pronto se convirtió en un vendaval con fuertes lluvias y vientos que superaron las 60 millas por hora (97 km/h), todo lo cual contribuyó a la mala visibilidad. No está claro si el buque cisterna fue arrastrado por el viento y las corrientes más al norte, lejos de la entrada a la desembocadura del río Columbia, o si el capitán simplemente confundió el faro de North Head con el faro de Cape Disappointment o un barco ligero, pero en algún momento entre las 05 :00 y 05:30 el Rosecrans encalló en las rocas de Peacock Spit, justo más allá del bar. Inmediatamente se envió una señal de socorro que fue captada por las estaciones de salvamento locales. Debido a la posición del barco, los fuertes vientos y las grandes olas que azotaban el petrolero accidentado, fue imposible para los socorristas llegar al Rosecrans y tuvieron que navegar en sus botes salvavidas esperando el final de la tormenta. Dos remolcadores, el Oneonta y el Tatoosh, fueron enviados en ayuda del petrolero, pero tampoco pudieron acercarse al barco.
Mientras tanto, el petrolero fue golpeado sin piedad por las olas contra las rocas y pronto el casco cedió y el barco se partió en dos alrededor de las 10:30. A continuación, los tanques de petróleo se rompieron, liberando la carga del petrolero y salpicando a la tripulación. El Rosecrans se hundió rápidamente y solo el mastelero y la chimenea sobresalían del agua. El intendente fue arrastrado por la borda alrededor de las 9:00 después de ir a cubierta para investigar. Vio una tabla grande y gruesa flotando en el agua y se mantuvo firme sobre ella durante aproximadamente cinco horas y media, desplazándose lentamente hacia el norte hasta que fue arrastrado a la orilla alrededor de las 14:30 cerca de Tioga Point. La mayoría de la tripulación acabó en el agua y se ahogó poco después de que el barco se hundiera. Otros tres tripulantes lograron mantenerse a flote aferrándose al mástil mayor. Sin embargo, como los socorristas aún no pudieron llegar al barco hundido debido a las grandes olas durante un largo período de tiempo, uno de los supervivientes se cayó y murió poco después. Los dos hombres restantes finalmente fueron recogidos por los salvavidas por la tarde, una vez que pareció que la tormenta estaba amainando, y llegaron a la orilla al final del día.